# Церква Воскресіння (Калінінград)
Церква Воскресіння в Калінінграді — євангелічно-лютеранська церква, головна церква Калінінградського пробства Євангелістсько-лютеранської церкви Європейської частини Росії (входить до складу Союзу Євангелістсько-лютеранських церков).

## Історія
Після невдалих спроб повернення євангельській громаді будь-якої із довоєнних кірх Калінінграда, в грудні 1996 року розпочалося будівництво нової церкви Воскресіння.
Перша служба у новій будівлі була проведена 29 листопада 1998 року. Церква була офіційно освячена 11 квітня 1999 року.

## Опис
Церква побудована за проектом архітектора Павла Михайловича Горбача. Площа приміщення церкви складає 1550 квадратних метрів, висота — 28 метрів. Церква розрахована на 400 парафіян. Інвестиції в будівництво храму склали 2,1 млн євро. В основу церкви закладено хрест із цегли зруйнованої євангельської церкви.
У 2008 році до церкви Воскресіння передали орган 1960 року випуску, який перебував до цього в євангельській церкві німецького міста Норддорф.